# الاستكشاف الأوروبي لأستراليا

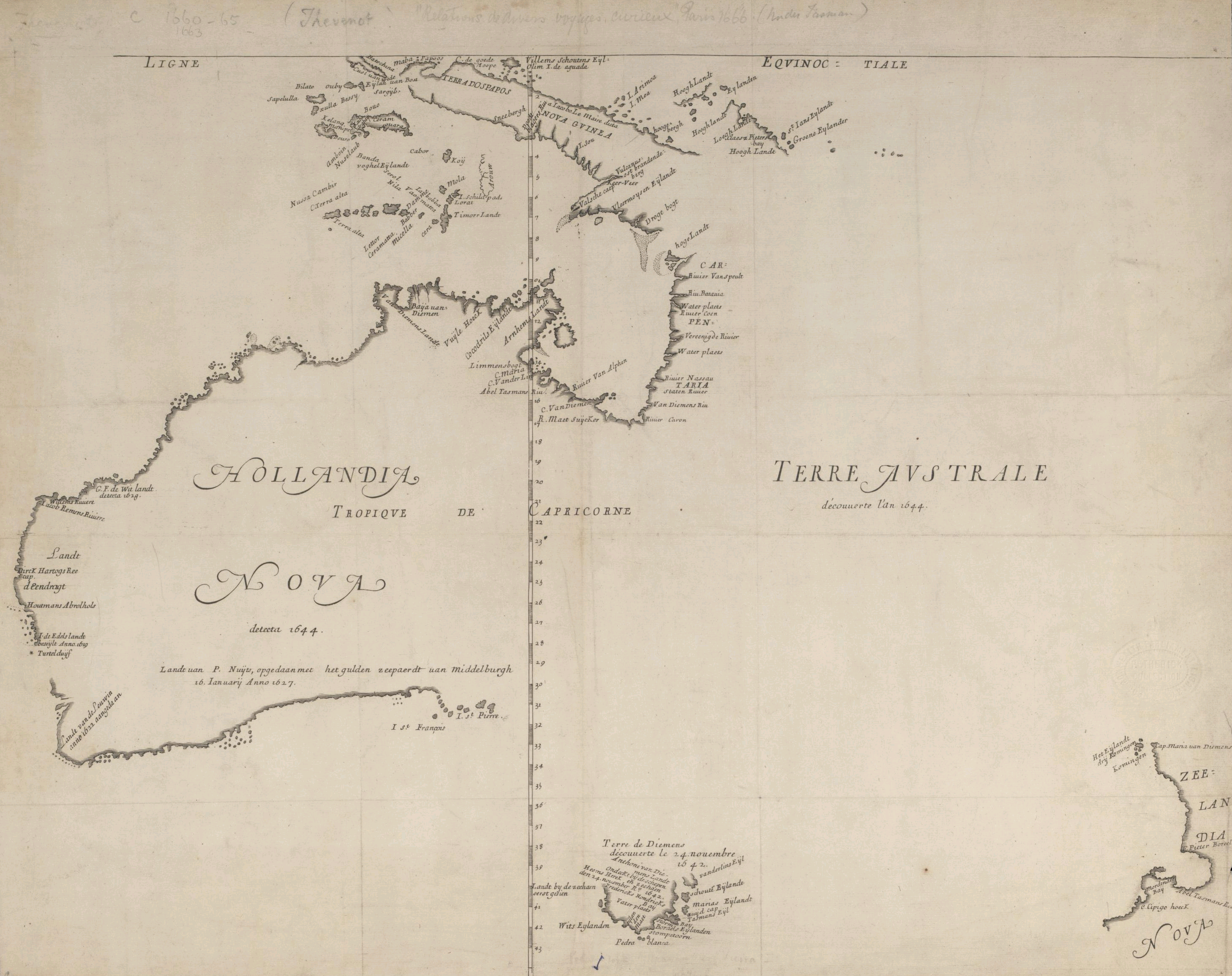
خريطة هولندا الجديدة كما رسمها رسام الخرائط جون بلاو (1620?–1692)

بدأ الاستكشاف الأوروبي لأستراليا لأول مرة في فبراير 1606، عندما رسى الملاح الهولندي ويليم جانزون على شبه جزيرة كيب يورك، وفي شهر أكتوبر من نفس العام عندما أبحر المستكشف الإسباني لويس فاز دي توريس عبر جزر مضيق توريس. استكشف 29 ملاحًا هولنديًا السواحل الغربية والجنوبية في القرن السابع عشر، وأسموا القارة هولندا الجديدة.
تبعهم المستكشفون الأوروبيون الآخرون، حتى عام 1770، عندما رسم الملازم جيمس كوك خريطة الساحل الشرقي لأستراليا لصالح بريطانيا العظمى وعاد بتقارير تفضّل استعمار خليج بوتاني (سيدني حاليًا) بنيو ساوث ويلز. وصل الأسطول الأول من السفن البريطانية إلى خليج بوتاني في يناير 1788 لإنشاء مستعمرة عقابية، وهي أولى المستعمرات على اليابسة الأسترالية. في القرن التالي، أسس البريطانيون مستعمرات أخرى في القارة، واندفع المستكشفون الأوروبيون إلى داخل القارة. أُضعف الأستراليون الأصليون بشدة وتناقصت أعدادهم نتيجة للأمراض المجلوبة والصراعات مع المستعمرين خلال تلك الفترة.
أُخليت مساحات شاسعة من الأرض من أجل الزراعة وأغراض أخرى متنوعة خلال أول مئة عام من الاستيطان الأوروبي. بالإضافة إلى الآثار الواضحة لذلك الإخلاء المبكر للأراضي واجتلاب الحيوانات ذات الحوافر الصلبة على النظام البيئي في أماكن محددة، فقد تأثر الأستراليون الأصليون بشدة نتيجة لانخفاض الموارد التي يعتمدون عليها للغذاء والمسكن والضروريات الأخرى. دفعهم ذلك بالتدريج إلى مناطق أصغر وخفّض من أعدادهم، إذ مات الكثير منهم نتيجة للأمراض المجلوبة حديثًا ونقص الموارد. انتشرت مقاومة السكان الأصليين للمستوطنين، وأدى القتال المطول الذي امتد منذ عام 1788 حتى عشرينيات القرن العشرين إلى مقتل 20,000 من السكان الأصليين على الأقل، وما بين 2,000 و2,500 من الأوروبيين.

## الاكتشاف الأوروبي
قدم المستكشفون الهولنديون في 1606 أول المشاهدات الأوروبية المُسجلة وأول وصول مُسجل إلى اليابسة الأسترالية. كانت سفينة دايفكين Duyfken، بقيادة الملاح الهولندي ويليم جانزون، هي أول سفينة وأول طاقم يرسم خريطة للساحل الأسترالي ويلتقي بشعب الأبوريجينيون. إذ رأى ساحل شبه جزيرة كيب يورك في بداية عام 1606، ووصل إلى البر في 26 فبراير وبالتحديد عند نهر بينيفاذر بالقرب من بلدة وايبا الحالية في كيب يورك. رسم الهولنديون خريطة السواحل الشمالية والغربية بالكامل وأطلقوا على القارة الجزيرة اسم «هولندا الجديدة» خلال القرن السابع عشر، لكنهم لم يحاولوا استيطانها. رسى وليام دامبير، المستكشف والقرصان الإنجليزي، على الساحل الشمالي الغربي من هولندا الجديدة في 1688 ومرة أخرى في 1699 خلال رحلة العودة. 
أضاف الهولنديون الكثير إلى معرفة أوروبا بساحل أستراليا، بفضل تتبع مسارات السفن إلى الهند الشرقية الهولندية، أو البحث عن الذهب أو البهارات أو المتحولون إلى المسيحية. في 1616، رسى ديرك هارتوغ، الذي أبحر منحرفًا عن الاتجاه الصحيح في طريقه من رأس الرجاء الصالح إلى باتافيا، على جزيرة في خليج القرش بغرب أستراليا. في 1622–23 نفذت لوين أول دوران مُسجل حول الركن الجنوبي الغربي من القارة، وأُطلق اسمها على رأس لوين.
في 1627 اكتُشف الساحل الجنوبي لأستراليا مصادفة بفضل فرانسوا ثيسين وسُمي أرض بيتر نويتس 't Land van Pieter Nuyts، تكريمًا للراكب صاحب الرتبة الأعلى، بيتر نويتس، العضو الاستثنائي في مجلس الهند. في 1628 أرسل الحاكم العام للهند الشرقية الهولندية، بيتر دي كاربنتر، أسطولًا من السفن الهولندية لاستكشاف الساحل الشمالي. نفذت تلك السفن فحوصات شاملة، وبالأخص في خليج كاربنتاريا، الذي سُمي تكريمًا لدي كاربنتر. 
كانت رحلة أبيل تاسمان في 1642 هي أول البعثات الأوروبية المعروفة التي تصل إلى أرض فان ديمين (تسمانيا لاحقًا) ونيوزيلندا، كما كانت تلك الرحلة أول من يشاهد فيجي. في رحلته الثانية في 1644، ساهم أيضًا بشكل ملحوظ في رسم الخريطة الصحيحة لأستراليا، مدونًا ملاحظاته عن سكان الساحل الشمالي أسفل غينيا الجديدة وأراضيه. 
زُخرفت خريطة العالم على أرضية قاعة برجر في مبنى بلدية أمستردام الجديد في 1655 وكشفت عن امتداد خرائط الهولنديين فشملت غالبية الساحل الأسترالي. استنادًا إلى خريطة جون بلاو التي رسمها في 1648، التي حملت اسم Nova et Accuratissima Terrarum Orbis Tabula، دمجت الخريطة اكتشافات تاسمان، فنتج عنها الخريطة التي حملت اسم  Archipelagus Orientalis sive Asiaticus، التي نُشرت في أطلس الناخب العظيم. 

في 1664 نشر الجغرافي الفرنسي ميلشيسيديش ثيفينو خريطة هولندا الجديدة في Relations de Divers Voyages Curieux. قسّم ثيفينو القارة إلى اثنين، هولندا الجديدة في الغرب والأراضي الجنوبية Terre Australe إلى الشرق. نسخ إيمانويل بوين خريطة ثيفينو في النظام الكامل للجغرافيا (لندن 1747) وأعاد تسميته؛ فأصبح الخريطة الكاملة للقارة الجنوبية وأضاف ثلاثة سجلات تروّج للفوائد وراء استكشاف البلد واستيطانه. ذكرت أحد السجلات: 
من المستحيل تخيل بلد تعد بظروف أكثر عدلًا من الأراضي الجنوبية Terra Australis، التي لم تعد أراضٍ مجهولة، كما تظهر تلك الخريطة، ولكن القارة الجنوبية قد اكتُشفت. إنها تقع تمامًا في نطاق المناخ الأغنى بالعالم… لذا سيصبح من يستكشفها ويستوطنها بشكل مثالي بلا شك مالكًا لمناطق غنية مثمرة قادرة على التطور بنفس القدر مقارنة بالأراضي التي اكتُشفت حتى الآن، سواء في الهند الشرقية أو في الغرب. 
في 1770، أبحر جيمس كوك عبر الساحل الشرق ورسم خريطة له، وأطلق عليها اسم نيو ساوث ويلز وأعلن تبعيتها لبريطانيا العظمى. 

## الاستعمار
مع فقدانها لمستعمراتها الأمريكية في 1783، أرسلت الحكومة البريطانية أسطولًا من السفن، «الأسطول الأول»، بقيادة العقيد آرثر فيليب، لإنشاء مستعمرة عقابية جديدة في نيو ساوث ويلز. جُهز المخيم ورُفع العلم على خليج سيدني ببورت جاكسون، في 26 يناير 1788، وهو التاريخ الذي أصبح اليوم الوطني لأستراليا، يوم أستراليا الوطني. أرسل فيليب مهمات استكشافية بحثًا عن تربة أفضل، استقرت على إقليم باراماتا بصفتها منطقة واعدة للتوسع، ونقل الكثير من المدانين ابتداء من نهاية عام 1788 لإنشاء بلدة صغيرة أصبحت المركز الرئيس للحياة الاقتصادية في المستعمرة.
بعد سبعة عشر عامًا من وصول كوك إلى اليابسة في الساحل الشرقي لأستراليا، قررت الحكومة البريطانية إنشاء مستعمرة في خليج بوتاني. خسرت بريطانيا غالبية مستعمراتها في أمريكا الشمالية نتيجة للحرب الثورية الأمريكية (1775–1783) وشرعت في إنشاء مناطق جديدة. في 1779، أوصى العالم البارز -الذي صاحب جيمس كوك في رحلته عام 1770 السير جوزيف بانكس- بخليج بوتاني بصفته موقعًا مناسبًا للاستيطان، ذاكرًا أن «لا شك أن رقعة من الأرض مثل هولندا الجديدة، التي كانت أكبر من أوروبا بالكامل، سوف تمهد لعوائد مجدية». 
في عام 1786 كتب جورج فورستر، الذي أبحر تحت قيادة الملازم جيمس كوك في الرحلة على متن ريزوليوشن (1772–1775)، عن الإمكانات المستقبلية للمستعمرة البريطانية «هولندا الجديدة، الجزيرة ذات الامتداد الشاسع، أو كما يمكننا القول بأنها القارة الثالثة، هي الموطن المستقبلي لمجتمع متحضر جديد على الرغم من أن بدايته قد لا تظهر ذلك، ومع ذلك فهو يبشر بأن يصبح ذا أهمية كبيرة في فترة وجيزة». 
شمل الإقليم الذي ادّعت بريطانيا أحقيتها به كل الأراضي الأسترالية إلى الغرب من خط طول 135° شرقًا، وكافة الجزر الواقعة في المحيط الهادئ بين خطوط العرض المارة بشبه جزيرة كيب يورك والطرف الجنوبي لأرض فان ديمين (تاسمانيا). وُضع الحد الغربي لخط طول 135° شرقًا ليفصل بين هولندا الجديدة والأراضي الجنوبية Terra Australis، كما أظهرت خريطة إيمانويل بوين التي حملت اسم الخريطة الكاملة للقارة الجنوبية، المنشورة في نسخ جون كامبل من John Harris' Navigantium atque Itinerantium Bibliotheca أو رحلات وسفرات (1744–1748 و 1764). لقد كان ادعاءً ضخمًا أثار الاضطراب في وقته: إذ ذكر كتاب قصة البعثة إلى خليج بوتاني الذي كتبه المؤلف والمترجم الهولندي لضابط الأسطول الأول، واتكين تينش: «مقاطعة واحدة بلا شك هي الأكبر على سطح الأرض. فهي تغطي، بحسب تعيينهم، في أقصى امتداد لها من الشرق إلى الغرب، تقريبًا ربع المحيط الكامل للكرة الأرضية».